# Kobbie Mainoo
Kobbie Boateng Mainoo (Stockport, 2005. április 19. –) angol válogatott labdarúgó, jelenleg a Manchester United középpályása.
A Manchester United Akadémiáján nevelkedett hét éves kora óta, 2023 januárjában mutatkozott be a felnőtt csapatban és a Jimmy Murphy-díjat is elnyerte.
Több utánpótlás csapatban is képviselte Angliát, mielőtt 18 évesen behívták a felnőtt válogatottba, 2024 márciusában, majd a 2024-es Európa-bajnokságra is.

## Fiatalkora
Stockportban született, a Cheadle Hulme kerületben nőtt fel. Ghánai szülők gyermekeként nőtt fel, nagyon fiatalon kezdett el játszani és már ekkor egyértelmű volt, hogy kiemelkedő tehetséggel rendelkezett.

## Pályafutása

### Klubcsapatokban

#### Utánpótlás évek
Mainoo pályafutását a Cheadle & Gatley csapatban kezdte, tehetsége már négy éves korában egyértelmű volt, nála sokkal idősebbek ellen játszott. Annyival jobb volt csapattársainál, hogy edzőinek különböző szabályokat kellett számára kiírni edzéseken, például csak gyengébbik lábával lőhetett kapura és a csapaton belüli edzőmérkőzéseken mindig ellene játszottak a klub legjobbjai. Ugyan edzője ekkoriban már az U8, U9-es csapatokban akarta játszatni a játékost, azon keretekben nem volt hely, így közölte a játékos szüleivel, hogy nem tudja tovább fejleszteni a játékost, ha velük marad.
Hat évesen a Failsworth Dynamos csapatához igazolt, azonnal az U7-es csapatba került, ahol főleg arra tanították meg, hogy jobb csapatjátékos legyen. Ekkoriban még csatárként vagy szélsőként játszott, nem volt annyira jó a védelemben, mint később pályafutása során. A játékos még egy szezonnal az előtt, hogy bemutatkozott a United felnőtt csapatában, is játszott kilencesként vagy a szélen. A Dynamos mellett más csapatokban is szerepelt, hogy minél többet fejlődhessen. Először ebben az évben lépett kapcsolatba vele a Manchester United, mikor részt vett a csapat alapítványa által rendezett eseményen. Ekkor hívta meg a United The Cliff edzőközpontjába Dermot Clarke, a United egyik játékosmegfigyelője. A City is megpróbálta megszerezni a játékost, de hét évesen a Vörös Ördögök mellett döntött.
Hét éves korában szerződtette le a Manchester United. Ennek ellenére továbbra is edzett Paul Newton edzővel, akivel hat évesen kezdett el együtt dolgozni a Shots nevű klubban, egészen tizennégy éves koráig. A Shots színeiben lejátszott mérkőzései után mindig sok játékosmegfigyelő próbált kapcsolatba lépni vele Newtonon keresztül. 2017-ben ő szerezte a győztes gólt az angol észak-nyugati bajnokok ligája sorozat döntőjében, ahol szintén fiatalabb volt, mint legtöbb ellenfele. Ugyanebben az évben egy mesterhármast rúgott a Crewe Alexandra ellen, ami Nick Cox utánpótlás-igazgató szerint gyakori volt. Az évek során több német és angol csapat is megpróbálta leigazolni a Unitedtől.
2021 szeptemberében mutatkozott be az UEFA Ifjúsági Ligában, mindössze tizenhat évesen, de gyakran nehezére esett a nála esetekben két évvel idősebb játékosok ellen játszani. Tagja volt a 2022-ben FA Youth Cup-győztes Manchester Unitednek is, kulcsfontosságú szerepet játszott, ahogy a United több, mint hatvanezer néző előtt legyőzte a Nottingham Forestet.

#### Manchester United
Első profi szerződését 2022 májusában írta alá, amit követően kiemelkedő teljesítményeinek köszönhetően, Erik ten Hag alatt a felnőtt csapattal kezdett edzeni.
2022. október 16-án szerepelt először a kispadon a Premier League-ben, a Newcastle United ellen. Pályára lépett a csapat 2022-es világbajnokság alatt rendezett barátságos mérkőzésein is, a Cádiz és a Real Betis ellen. A Cádíz ellen gólt is szerzett. 2023. január 10-én mutatkozott be a felnőtt csapatban, az angol ligakupában, a Charlton Athletic ellen, 17 évesen. 2023 februárjában szerződést hosszabbított a csapattal, majd még a hónapban bemutatkozott a Premier League-ben, Marcel Sabitzer cseréjeként. A 2022–2023-as szezon végén megkapta a Jimmy Murphy-díjat, amit a United legjobb fiatal játékosának adnak át.
A 2023–2024-es szezon előtt komoly bokasérülést szenvedett egy Real Madrid elleni barátságos mérkőzésen, miután összeütközött Rodrygóval. A United bejelentette, hogy a játékos ki fogja hagyni „a szezon első részét.” Ez sokat változtatott a csapat tervein, hiszen Erik ten Hag elképzelései szerint Casemiróval együtt játszott volna a középpályán abban az évben. 2023. november 26-án tért vissza, először kezdőként játszva a bajnokságban, Gary Neville és Roy Keane is méltatták teljesítményét. Az UEFA-bajnokok ligájában 2023. november 29-én mutatkozott be, a Galatasaray ellen. 2023. december 17-én a United–Liverpool-rangadó történetének legfiatalabb United-játékosként lépett pályára. Teljesítményeit gyakran méltatták a szezon során. 2024. január 28-án szerezte meg első gólját a United színeiben, az FA-Kupa negyedik fordulójában. A hónapban a Manchester United rajongói őt választották a csapat legjobbjának. 2024. február 1-én ő szerezte a győztes gólt a Wolverhampton ellen, a 97. percben betalálva a 4–3-as végeredményű találkozón. A találat megnyerte a hónap gólja díjat a Premier League-ben és a Manchester United rajongói is megválasztották csapatuk legjobbjának. 2024. április 7-én betalált a Liverpool ellen, előnybe helyezve csapatát a 2–2-es végeredményű bajnokin. A találatot később a United legszebb góljának választották a hónapban. 2024. május 25-én betalált az angol labdarúgókupa döntőjében a Manchester City ellen, bebiztosítva győzelmet a csapatának. A mérkőzés legjobbjának választották. A szezon végén jelölték a Premier League szezon fiatal játékosa díjra.
A 2024–2025-ös szezonban első gólját az FCSB ellen szerezte január 30-án, az Európa-liga alapszakaszának utolsó mérkőzésén. A találkozón tízesként játszott, és gólpasszt is adott. Az első United-játékos lett Wayne Rooney óta (2004), aki első kezdőként játszott európai mérkőzésén gólpasszt adott és gólt szerzett. Második találata is az Európa ligában jött, a United Olympique Lyonnais elleni dramatikus 5–4-es negyeddöntő-győzelme közben, a 120. percben egyenlítve, mielőtt egy perccel később a csapat megnyerte a mérkőzést. A gólt a United legjobbjának választották a hónapban.

### A válogatottban

#### Utánpótlás évek
Mainoo az angol válogatott U17-es, U18-as és U19-es csapataiban is játszott, majd 2024-ben behívták az U21-es csapatba, de végül Gareth Southgate szövetségi kapitány inkább a felnőtt keret tagjaként számított rá a hónapban. Ghánát is képviselhette volna, de Mainoo nem tervezett az afrikai csapat színeiben játszani, szülőhazája mellett döntött.

#### 2024–napjainkig: Bemutatkozása és első Európa-bajnoksága
2024. március 23-án mutatkozott be Brazília ellen, Conor Gallagher cseréjeként, a 75. percben, teljesítményét méltatták, magabiztosnak nevezték. Három nappal később már kezdőként játszott, Belgium ellen, megválasztották a mérkőzés legjobbjának. 18 évesen és 342 naposan a harmadik legfiatalabb Manchester United-labdarúgó volt, akinek ez sikerült, Duncan Edwards és Marcus Rashford mögött. A két mérkőzésen mutatott teljesítménye következtében szakértők kijelentették, hogy valószínűleg bejátszotta magát az angol válogatott Európa-bajnokságra utazó keretébe.
2024. június 6-án szerepelt is Gareth Southgate 26 fős Németországba utazó keretében. Az első mérkőzésen pályára lépett, de csak a 86. percben, csereként. A csoportkörben még egyszer játszott, ismét csereként, de a nyolcaddöntőben már a kezdőcsapat tagja volt Szlovákia ellen. 19 évesen és 72 naposan a legfiatalabb angol lett, aki kezdőként először az egyenes kieséses szakaszban szerepelt a tornán. Teljesítményét méltatták, csapata egyik legjobbja volt, ahogy a negyeddöntőben is. A válogatott első öt mérkőzésén a tornán 96%-os passzhatékonysággal rendelkezett, ami legalább 1980 óta a legjobb mutató volt. Pályára lépésével a Hollandia elleni elődöntőben a legfiatalabb (19 éves, 82 napos) angol lett, aki egy nemzetközi tornán ebben a szakaszban szerepelt. Az angol csapat rajongói a mérkőzés legjobbjának választották. A Spanyolország ellen elveszített döntő az első alkalom volt, hogy a torna ezen szakaszában két tinédzser is kezdőként játszott, Mainoo és a spanyol Lamine Yamal.

## Játékstílusa
Mainoo leggyakrabban középső középpályásként játszik, de egy átlagon felüli védő, és a támadó középpályások szerepét is be tudja tölteni. Játékát már első szezonjában azzal méltatták, hogy nagyon magabiztos és nyugodt, takarosan játszik, biztos labdahordozó. Jól tud játszani a kapunak háttal is, így szervezve a játékot, ha elveszíti a labdát rögtön nyomást helyez az ellenfélre, gyakran visszaszerezve a játékszert. Ezek mellett, mivel szélsőként is játszott gyerekkorában, kiemelkedő cselezési képességei is vannak. Passzolási hatékonysága is magas, a 2024-es Európa-bajnokságon 18 évesen rekordokat döntött vele. Mivel testalkata nem engedi, hogy a pályán a legerősebb játékos legyen, gyakran mélyen gyűjti be a labdát, elkerüli az ezt követő nyomást, és fontos szerepet játszik a játék építésében.
Rio Ferdinand játékát Clarence Seedorf holland legendához hasonlította, bár a játékos edzője, Erik ten Hag kijelentette, hogy szerinte annyira egyedi az angol labdarúgó stílusa, hogy nem érdemes senkivel összemérni. Seedorf önmaga méltatta őt, a Stockport Seedorf becenevet is megkapta. A játékost hasonlították Paul Scholes-hoz is, de a legendás angol középpályás azt nyilatkozta, hogy „Ne vesztegessétek az időtöket. Tízszer olyan jó játékos, mint én voltam 19 éves koromban.” Roy Keane is méltatta a játékost, kijelentve, hogy játszott abban a pozícióban, mint az angol középpályás, de Mainoo olyasmiket tudott, amiket neki „tíz évbe telt megtanulni.”

## Statisztikák

### Klubcsapatokban
2025. április 17-i adatok alapján.
| Csapat                | Szezon           | Bajnokság        | Bajnokság | Bajnokság | Kupa | Kupa  | Ligakupa | Ligakupa | Nemzetközi | Nemzetközi | Egyéb | Egyéb | Összesen | Összesen |
| Csapat                | Szezon           | Osztály          | P.        | Gólok     | P.   | Gólok | P.       | Gólok    | P.         | Gólok      | P.    | Gólok | P.       | Gólok    |
| --------------------- | ---------------- | ---------------- | --------- | --------- | ---- | ----- | -------- | -------- | ---------- | ---------- | ----- | ----- | -------- | -------- |
| Manchester United U21 | 2022–2023        | —                | —         | —         | —    | —     | —        | —        | —          | —          | 3     | 0     | 3        | 0        |
| Manchester United U21 | 2023–2024        | —                | —         | —         | —    | —     | —        | —        | —          | —          | 1     | 0     | 1        | 0        |
| Manchester United U21 | Összesen         | Összesen         | —         | —         | —    | —     | —        | —        | —          | —          | 4     | 0     | 4        | 0        |
| Manchester United     | 2022–2023        | Premier League   | 1         | 0         | 1    | 0     | 1        | 0        | 0          | 0          | —     | —     | 3        | 0        |
| Manchester United     | 2023–2024        | Premier League   | 24        | 3         | 6    | 2     | 0        | 0        | 2          | 0          | —     | —     | 32       | 5        |
| Manchester United     | 2024–2025        | Premier League   | 19        | 0         | 2    | 0     | 1        | 0        | 5          | 2          | 1     | 0     | 28       | 2        |
| Manchester United     | Összesen         | Összesen         | 44        | 3         | 9    | 2     | 2        | 0        | 7          | 2          | 1     | 0     | 63       | 7        |
| Karrier összesen      | Karrier összesen | Karrier összesen | 44        | 3         | 9    | 2     | 2        | 0        | 7          | 2          | 5     | 0     | 67       | 7        |

1. 1 2  Pályára lépések az EFL Trophy-ban
2. ↑  Pályára lépések az UEFA-bajnokok ligájában
3. ↑  Pályára lépés az Európa-ligában
4. ↑  Pályára lépés az angol szuperkupában

### A válogatottban
2024. szeptember 7-i adatok alapján.
| Ország | Év     | Mérkőzés | Gólok |
| ------ | ------ | -------- | ----- |
| Anglia | 2024   | 10       | 0     |
| Összes | Összes | 10       | 0     |

## Sikerek és díjak
Manchester United U18
- FA Youth Cup: 2021–2022

Manchester United
- Angol kupa: 2023–2024
- Angol ligakupa: 2022–2023

Anglia
- Európa-bajnoki ezüstérmes: 2024

Egyéni
- Jimmy Murphy-díj: 2022–2023[16]
- Raymond Kopa-díj: 2024 (harmadik)[57]
- Premier League – A hónap gólja: 2024. február
- Manchester United – A hónap gólja: 2024. február,[25] 2024. április,[27] 2025. április
- Manchester United – A hónap játékosa: 2024. január, 2024. május
- FA-Kupa – A kupadöntő játékosa: 2024
- FA-Kupa – A szezon játékosa: 2023–2024[58]